# Satorare
Satorāre (サトラーレ?) (anche conosciuto con il titolo inglese Transparent: Tribute to a Sad Genius) è un film del 2001, diretto da Katsuyuki Motohiro e scritto da Masashi Todayama. Distribuito il 17 marzo 2001 in Giappone, il 5 ottobre in Spagna (dove venne proiettato presso lo Sitges Film Festival) ed il 21 novembre 2003 nella Corea del Sud, è stato prodotto dallo Studio Kajino (sussidiario dello Studio Ghibli), ma non venne accreditato nei titoli di coda. Invece, in quelli dell'edizione R3 DVD, fu messo in coda alle aziende produttrici con il nome di "Ghibli Studio".

## Trama
I "Satorare" sono persone affette da una malattia che rende ogni pensiero un'onda pneumatronica che si diffonde nel vicinato. Non sono consapevoli di avere questa malattia né ne vengono informati, per non rischiare che commettano suicidio. Sono inoltre geniali e pertanto vengono trattati sotto la protezione del governo in segreto. Uno dei Satorare, il giovane medico Kenichi, è preoccupato in quanto permette di esaminare il paziente.